# Mangora porcullo
Mangora porcullo là một loài nhện trong họ Araneidae.
Loài này thuộc chi Mangora. Mangora porcullo được Herbert Walter Levi miêu tả năm 2007.